# 上矢部インターチェンジ
座標: 北緯35度25分06秒 東経139度32分15秒 / 北緯35.41833度 東経139.53750度

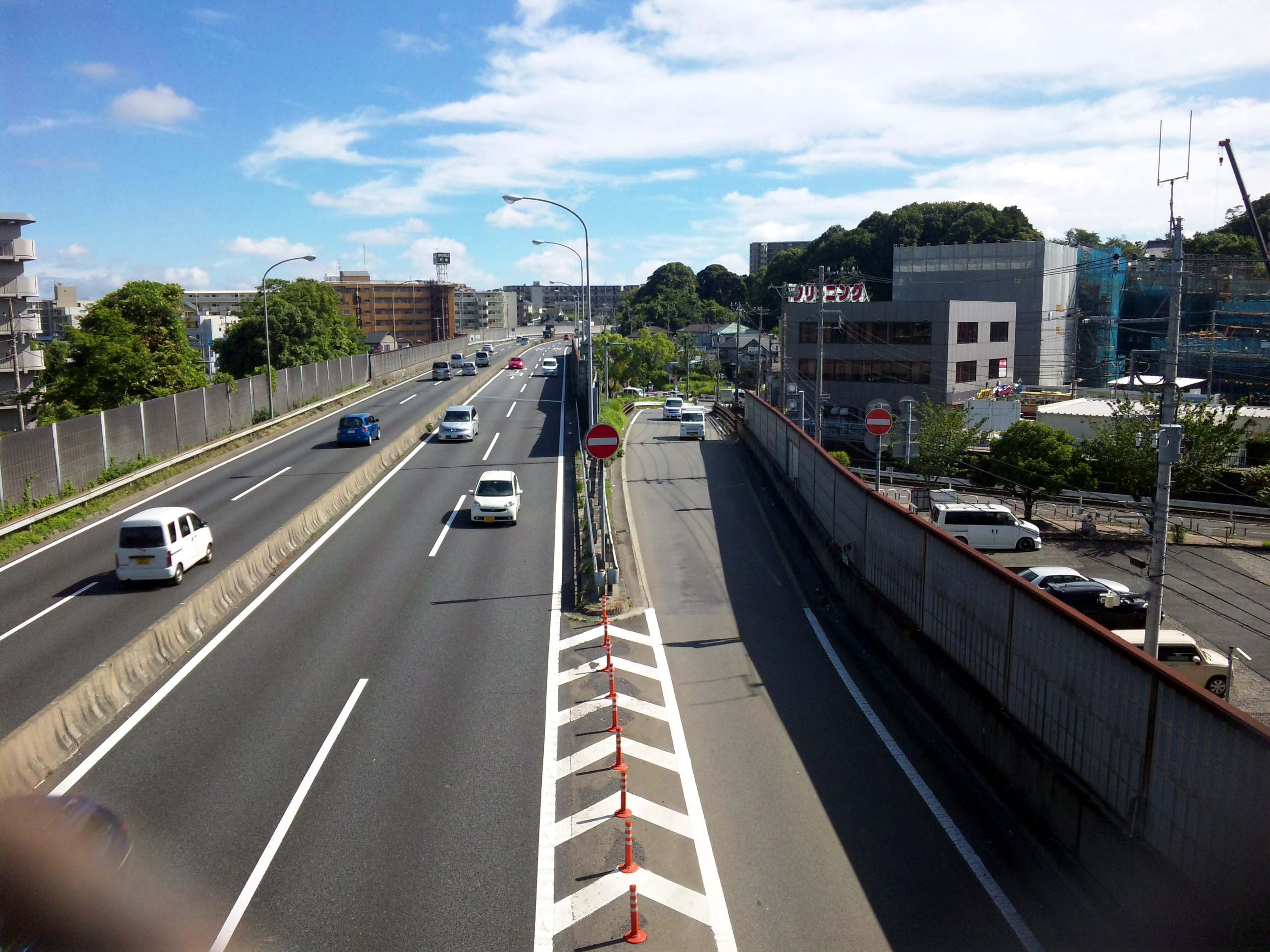
上矢部IC上り入口

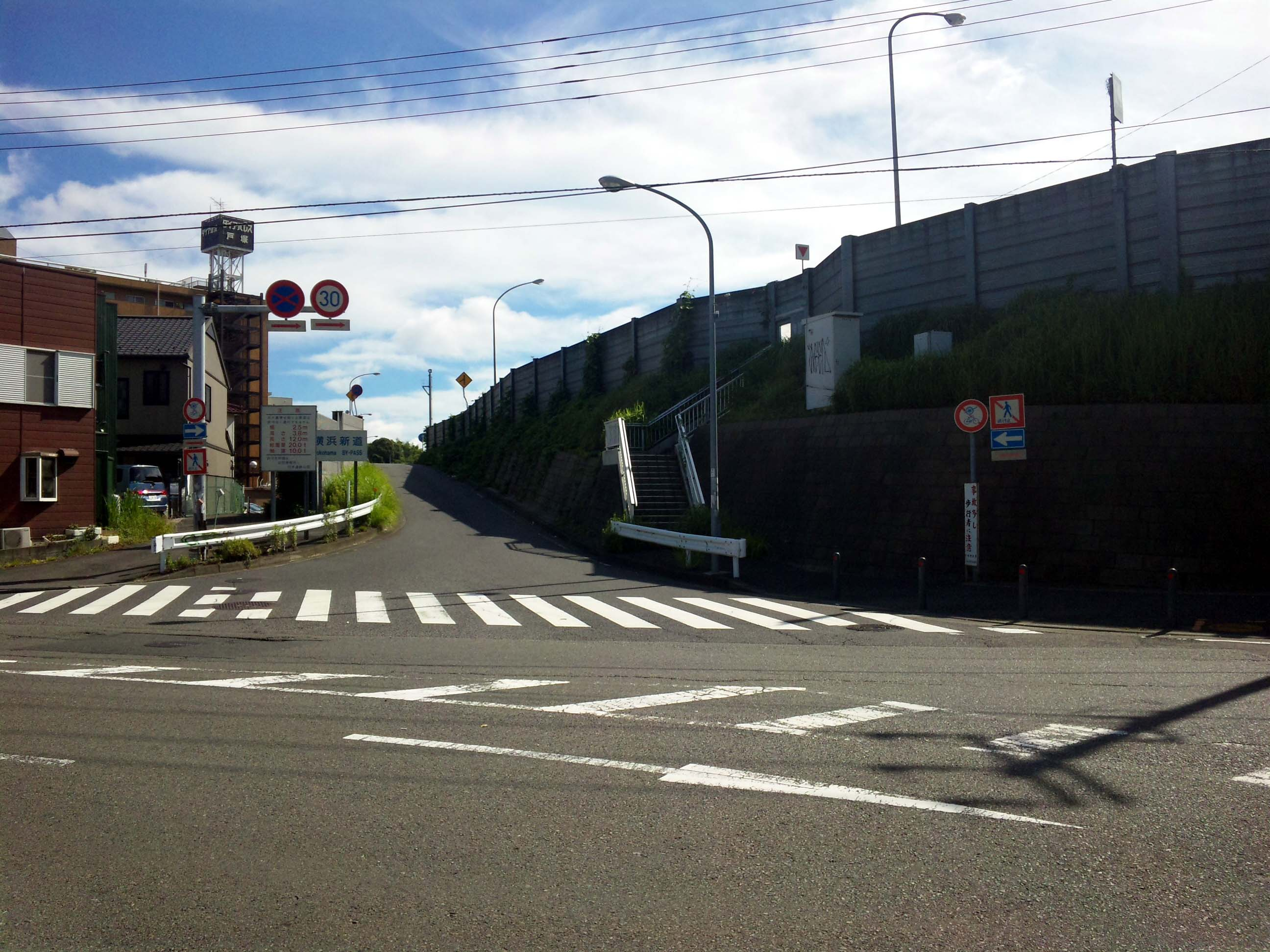
上矢部IC下り入口

上矢部インターチェンジ（かみやべインターチェンジ）は、神奈川県横浜市戸塚区上矢部町にある横浜新道のインターチェンジである。
下り線からの出口は設置されていない。このICから戸塚終点の間に限り無料で通行できる。

## 接続する道路
- E83横浜新道(15番)
- 神奈川県道401号瀬谷柏尾線

## 周辺
- 国道1号
- 戸塚工業団地

## 隣
E83 横浜新道
(14) 川上IC - 戸塚PA/TB - (15) 上矢部IC - 戸塚終点